# ZERO (森下玲可のアルバム)
『ZERO』（ゼロ）は、森下玲可の1枚目のアルバム。1995年3月1日にBMGビクターから発売された。

## 内容
オリコン・アルバムチャートにおいて、唯一100位以内にランクインした初のオリジナルアルバム。シングル「傷つけてPrecious Love」とカップリング曲「CRAZY LOVE」を含む全11曲を収録している。

## 批評
CDジャーナルは「アルバム全編を通してパワーがギュッと凝縮されたハイトーン・ヴォイスが響き渡る。打ち込みで制作された楽曲ながら、彼女の歌声にはデジタルを通り越した感情が強く漲っている。まさに彼女のシンガーとしての魅力を探るには適した1枚だ」と評した。

## 収録曲
全曲 編曲：神長弘一・前野知常
1. LEAVE ME ALONE
作詞：田村直美　作曲：月光恵亮
2. 出遅れて黄昏て
作詞：朝野深雪　作曲：Warren Harry・IAN TWYNHAM
3. 傷つけてPrecious Love
作詞：森下玲可　作曲：石川寛門
4. メロディー
作詞：森下玲可・倉増啓　作曲：深田太郎
5. Pain
作詞：森下玲可・倉増啓　作曲：深田太郎
6. Love of Destiny
作詞：森下玲可・倉増啓　作曲：和泉常寛
7. MIDNIGHT LOVER
作詞：田村直美　作曲：Joey Carbone・Dennis Belfield
8. 大胆不敵～ピンチがチャンス～
作詞：風堂美起　作曲：佐藤宣彦
9. 終止符
作詞：吉江阿季　作曲：Joey Carbone・Dennis Belfield
10. CRAZY LOVE
作詞：倉増啓　作曲：月光恵亮
11. あなたに逢いたい
作詞：吉江阿季　作曲：佐藤宣彦

## レコーディング参加
- 神長弘一 - ギター、プログラミング、コーラス
- 前野知常 - キーボード、プログラミング、コーラス
- 坂井紀雄 - ベース
- 春名正治（空と海と風と） - サックス、パーカッション